# Francisco de Acuña Coello y Torrado
Francisco de Acuña Coello y Torrado  (Puebla del Caramiñal, Galicia, 12 de mayo de 1752 - Polco, Catamarca, Argentina, 26 de diciembre de 1815), funcionario y comerciante español.
Nació en Galicia en el 12 de mayo de 1752, hijo del escribano de su majestad don Jacobo de Acuña y Ocampo y de doña Juana de Almon Coello y Torrado, hija esta última del escribano y teniente de merino de la Casa de Sotomayor Roque de Almon Figueroa y de María Teresa Coello y Torrado.(Acuña Segundo Edgardo Del Reino de Galicia a Indias, Teniente Coronel Francisco de Acuña. Catamarca 2011. Editorial Sarquis.) De muy joven se fue a vivir a la actual provincia de Catamarca, por entonces dependiente del virreinato del Río de la Plata, donde casó el 22 de junio de 1772 con María de la Trinidad de Vera y Aragón. Como agrimensor, pasó a Polco, en Valle Viejo, para administrar la fortuna de su esposa, recibida por herencia. Desde entonces la aumentó trabajando la tierra y exportando ganado a Chile. También abrió una casa de negocios para la venta de artículos finos que importaba de esa región.
Más tarde fue designado comandante de Armas de Catamarca y ministro de la Real Hacienda; en 1796, diputado por Catamarca ante el Consulado de Buenos Aires. Se desempeñó, además, como notario familiar del Santo Oficio, sargento mayor de la plaza, defensor fiscal de Temporalidades y alcalde ordinario de primer voto de la ciudad catamarqueña.
A su trabajo se debe el censo de 1780, ordenado por el virrey Vértiz, considerado un importante relevamiento nominal de todo el valle de Catamarca.
En 1807, durante la segunda invasión inglesa a Buenos Aires, organizó un contingente de quinientos voluntarios divididos en cinco compañías, que finalmente recibió la orden de no marchar a Buenos Aires. En 1810 la Junta de Gobierno de  Buenos Aires le negó ser primer diputado de la Junta Grande de la provincia, dado que era español nativo. En febrero de 1811 la Junta lo confirmó en el cargo de teniente ministro de la Real Hacienda, aunque en mayo del mismo año ya desaparecía de la escena pública.
Tras esos sucesos,  después que el Tiunvirato le recociese el grado de Coronel del Ejército Patrio, hostigado por sus rivales se dedicó al cuidado de sus propiedades en Polco. Murió a finales de 1815 con sesenta y tres años de edad, dejando como herederos a ocho hijos, cinco varones y tres mujeres. De los varones, tres fueron sacerdotes: Jacobo, Pedro Ignacio y Joaquín; dos jurisconsultos: Tadeo y Pío Isaac, todos egresados de la Universidad de Córdoba. Sus restos fueron sepultados en el cementerio de San Francisco, a cuya Tercera Orden pertenecía.